# Cody Caldwell
Cody Michael Caldwell (Newport Beach, 28 marzo 1993) è un pallavolista statunitense.
Gioca nel ruolo di schiacciatore nel Nantes.

## Carriera
La carriera di Cody Caldwell, fratello minore del pallavolista Kyle Caldwell, inizia a livello giovanile con la formazione del Balboa Bay; gioca inoltre a livello scolastico, partecipando ai tornei californiani con la Newport Harbor High School; nel 2011 fa parte della nazionale statunitense under 19 impegnata al campionato mondiale e con cui si aggiudica la medaglia di bronzo alla Coppa panamericana.
Successivamente gioca a livello universitario nella NCAA Division I dal 2012 al 2015 con la Loyola University Chicago: vince due titoli nazionali consecutivi, venendo premiato come miglior giocatore nella prima campagna vincente e inserito nel sestetto ideale della seconda; nel 2015 esordisce in nazionale maggiore in occasione dei XVII Giochi panamericani di Toronto.
Nella stagione 2015-16 firma il suo primo contratto professionistico in Grecia, approdando nella Volley League col Foinikas Syra, raggiungendo le finali scudetto. Nella stagione seguente approda in Francia, dove difende i colori del Nantes in Ligue A.

## Palmarès

### Club
- NCAA Division I: 2

2014, 2015

### Nazionale (competizioni minori)
- Coppa panamericana under 19 2011

### Premi individuali
- 2014 - NCAA Division I: Chicago National MVP
- 2015 - NCAA Division I: Stanford National All-Tournament Team